# Boranıkənd
Boranıkənd è un comune dell'Azerbaigian situato nel distretto di Salyan. Conta una popolazione di 2 208 abitanti.